# Dalmatinsko svemirsko ljeto

Dalmatinsko Svemirsko Ljeto je zajedinčki naziv za niz događaja i manifestacija vezanih uz astronomiju i svemirske znanosti održanih u kolovozu 2007. u Splitu i u okolici. Oni su objedinjeni nazivom "Dalmatinsko svemirsko ljeto 2007".
Projekt je vodila mlada generacija hrvatskih svemirskih znanstvenika, okupljena oko Zavoda za fiziku na Sveučilištu u Splitu i Društva »znanost.org«. 
Koordinator projekta bio je dr. Bojan Pečnik , hrvatski astrofizičar s instituta AIU Jena, Jena, Njemačka, a u projektu su sudjelovali i mnogi drugi hrvatski astrofizičari i ostali znanstvenici (Dejan Vinković, Ana Bedalov, Željko Ivezić, Mario Jurić, Petar Mimica...)
Ovaj niz događanja bio je dio opsežnije inicijative naziva "Astrofizička inicijativa u Dalmaciji", opsežan program pokretanja astrofizičkog centra izvrsnosti u Dalmaciji.
Serijom aktivnosti vezanih na razne svemirske teme željelo se javnosti predstaviti ApID projekt, koji objedinjuje nastavu svemirskih znanosti pri Zavodu za fiziku, vrhunske znanstveno-istraživačke projekte, te opsežne programe promocije znanosti u javnosti i školama.
Projekt je uključivao sljedeća događanja:
- Škola astrobiologije projekta "Nebo na poklon"
- Svemir izbliza
- Modeliranje zvjezdanih sustava (međunarodni kongres astrofizičara)
- Ljudski boravak u svemiru (javni nastupi troje astronauta) (http://www.space-forum.org/  Arhivirana inačica izvorne stranice od 9. rujna 2007. (Wayback Machine))
- 3. forum hrvatskih astronoma

U sklopu foruma "Ljudski boravak u svemiru", u Splitu gostuju 3 astronauta:
- Gregory Olsen (3. od 5 "svemirskih turista")
- Valerij Tokarev
- Ed Lu

## Galerija
- Svemir izbliza
- >Ljetna skola astrobiologije
- Modeliranjezvjezdanih sustava
- Forum hrvatskih astronoma
- Forum "Ljudski boravak u svemiru"

## Vanjske poveznice
- https://web.archive.org/web/20170513212043/http://astrofizika.org/
- ApID